# NGC 55
NGC 55 (również PGC 1014) – galaktyka spiralna typu magellanicznego (SBm) znajdująca się w gwiazdozbiorze Rzeźbiarza w odległości około 6,5 miliona lat świetlnych. Została odkryta 7 lipca 1826 roku przez Jamesa Dunlopa. Galaktyka ta rozciąga się na około 61 tysięcy lat świetlnych. Występują w niej duże obszary formowania nowych gwiazd powiązane z mgławicami emisyjnymi.

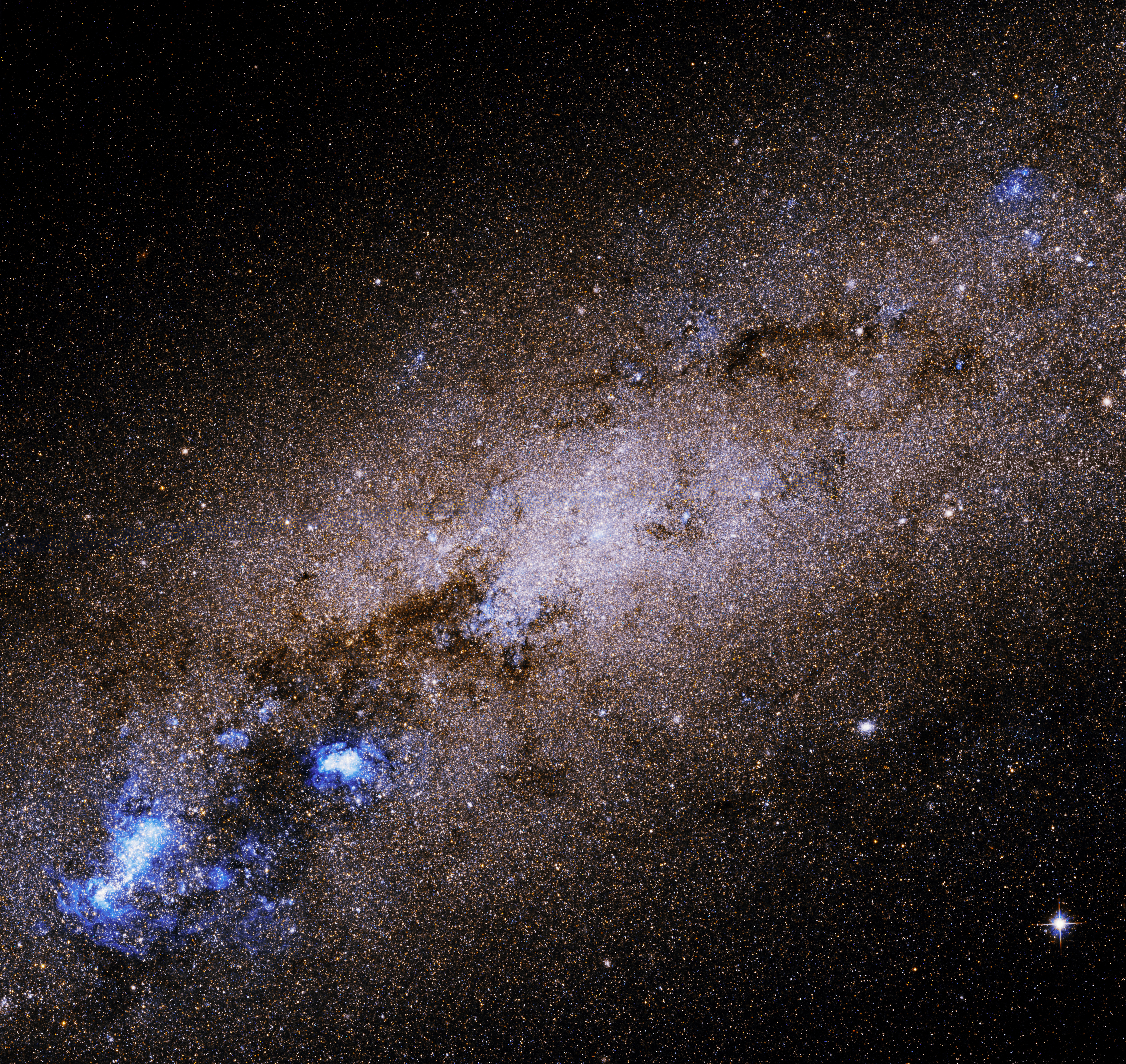
Zbliżenie z Kosmicznego Teleskopu Hubble’a

Galaktyka NGC 55 jest najbliższą Ziemi z sześciu dużych galaktyk tworzących grupę galaktyk w gwiazdozbiorze Rzeźbiarza. Centrum tej grupy oddalone jest od nas o 9 milionów lat świetlnych. Grupa galaktyk w Rzeźbiarzu jest najbliższą grupą naszej Lokalnej Grupy Galaktyk.
Przypuszcza się, że NGC 55 jest związana grawitacyjnie z NGC 300.
NGC 55 o jasności 7,87m jest jedną z najjaśniejszych galaktyk na niebie południowym. Zobaczymy ją w małej lunecie jako mglistą plamkę o rozmiarach 27' × 5'.